# Шаиб, Мохаммед
Мохаммед Шаиб (фр. Mohamed Chaib; род. 20 мая 1957, Алжир) — алжирский футболист, играл на позиции защитника.
Мохаммед Шаиб попал в заявку сборной Алжира на чемпионате мира 1986 года в Мексике. Однако ни в одной из трёх игр Алжира на этом турнире Шаиб не провёл ни одной минуты на поле.

## Допинговая тайна
В ноябре 2011 года Шаиб, у которого 3 дочери — инвалиды, вместе с другими бывшими членами сборной Алжира высказал предположение, что рождение у  них неполноценных детей могло быть вызвано медицинскими препаратами, принимаемыми ими при подготовке к Чемпионату миру. При этом в заявлениях футболистов чаще других среди руководства тогдашней сборной упоминался советский тренер Евгений Рогов.

## Достижения

### Со сборной Алжира
- Попал в заявку на Чемпионате мира 1986 года в Мексике